# فلورنس (میزوری)
فلورنس (به انگلیسی: Florence) یک منطقهٔ مسکونی در ایالات متحده آمریکا است که در شهرستان مورگان، میزوری واقع شده‌است. فلورنس ۴۹۴ نفر جمعیت دارد و ۲۸۷ متر بالاتر از سطح دریا واقع شده‌است.